# Acqua (Tresivio)
Acqua è una frazione del comune di Tresivio, in provincia di Sondrio.
Già comune autonomo, fu accorpato nel 1867 dall'attuale comune.